# 撒涅语
撒涅语（自称：sɑ21 ɲɛ21 或 sɑ21 ŋʷɛ21）是一种在中国云南省使用的彝语支语言。它和撒慕语很像。1998年有17,320名撒涅人，但只有8,000人能流利使用撒涅语。撒涅语也称白彝语（Bradley 1997）。
以拼音为正字法的撒涅语词表最近也在被学者所记录（Bradley 2005）。

## 名称
大卫·布拉德利构拟的彝语支语言使用者的自称*ngwi是基于撒涅语内名 sɑ21 ŋʷɛ21，部分人发为 sɑ21 ɲɛ21（Bradley 2005）。原始彝语*ŋw-在最现代的彝语支语言中变为 ɲ- 或 n-。

## 方言
Bradley（2005）指出了撒涅语内部的高度多样性，简明地划出以下6种方言。
- 东：昭宗（亦分布于Huahongyuan，Yuhua）
- 东南：车家壁（亦分布于Shiju）
- 东北：谷律
- 北：清河
- 西北：罗免
- 西南：妥吉

Bradley（2005）注释道五华区黑林铺镇昭宗村和碧鸡撒涅语方言异乎寻常地保守。东部和东南部方言因其保存原始彝语唇软腭音而十分保守；使用者自称 sɑ˨˩ŋʷi˨˩。
昆明市西北撒涅语在当地称作明廊，分布在武定县（插甸乡下乐美村和高桥镇田心村）和禄劝彝族苗族自治县茂山乡；在富民县可能也有分布。 Gao（2017）报告了明廊人和邻近民族的高通婚率。

## 分布
撒涅语分布在76个村，其中3个与纳苏语混居(Bradley 2005)。有58个村子分布在西山区, 13个在富民县西南，5个在安宁县西南。
- 富民县
  - 永定街道：11个村(1,121人)
    - 清河村群：5个村
    - 瓦窑村群：6个村(一些很靠近县治)

  - 大营街道麦垄村群：160人
- 西山区(撒涅语核心区)
  - 谷律彝族白族乡：29个村(3,390撒涅人, < 3,000撒涅语使用者)
    - 谷律社区群：7个村(868撒涅人)
    - 朵亩社区群：6个村(1,442撒涅人)
    - 乐亩社区群：3个村(其中一个和纳苏人混居)
    - 妥排社区群：8个村(394撒涅人)

  - 团结彝族白族乡
    - 大兴社区群：7个村(1,936人)
    - 白眉社区群：3个村(2,322人)
    - 棋台社区群：3个村(2,126人)
    - 妥吉社区群：6个村(1,042撒涅人)
    - 龙潭社区群：1个村(585撒涅人)
    - 雨花社区群：3个村(1,762撒涅人)
    - 花红园社区群：1个村(658撒涅人和238汉族人)；濒危

  - 马街街道
    - Shiju村

  - 碧鸡街道：176人
    - 车家壁村：750彝族人
- 五华区
  - 黑林铺街道
    - 昭宗社区群：3个村(754人195户)：昭宗大村、昭宗小村、河底村
- 安宁县：5个村(317撒涅人, < 300撒涅语使用者)
  - 青龙街道赵家庄社区群：4个村；语言和谷律乡南部律则社区很像
  - 温泉街道后山崀村群：1个村(153人)

### 书目
- Bradley, David. 2005. "Sanie and language loss in China".International Journal of the Sociology of Language. Volume 2005, Issue 173, Pp. 159–176.